# Academia Teixeirense de Letras
A Academia Teixeirense de Letras, também designada pela sigla ATL, é uma associação sem fins econômicos que terá duração por tempo indeterminado, com sede no município de Teixeira de Freitas, no extremo sul da Bahia.

## Histórico
A ATL foi fundada em 14 de março de 2016 e tem por finalidade difundir as letras nacionais e, também, incentivar a produção literária em Teixeira de Freitas e nas outras 12 cidades que compõem o 2º Território de Identidade do Extremo Sul.
A instituição literocultural é fruto do esforço de um grupo de intelectuais e artistas liderados pelo poeta e jornalista Almir Zarfeg que, conjugando esforços, resolveram transformar antigo sonho em realidade. 
Assinaram a ata de fundação da ATL: Almir Zarfeg, Athylla Borborema, Cristhiane Ferreguett, Celso Kallarrari, Carlos Andrade, Marcus Aurelius, Ramiro Guedes e Castro Rosas.
A primeira e a segunda diretorias ficaram assim constituídas: Almir Zarfeg (presidente), Athylla Borborema (vice-presidente), Cristhiane Ferreguett (secretária-geral), Celso Kallarrari (tesoureiro) e Carlos Mensitieri (diretor de eventos). São conselheiros: Carlos Andrade, Marcus Aurelius e Ramiro Guedes. 
A terceira diretoria para o biênio 2021-2022 ficou assim constituída: Athylla Borborema (presidente), Carlos Mensitieri (vice-presidente),  Erivan Santana (secretário-geral), Raimundo Magalhães (tesoureiro). São conselheiros: Armando Azevedo, Gisele Ellen e Patrícia Brito. 
A quarta diretoria para o biênio 2023-2024 ficou assim constituída:  Carlos Mensitieri (presidente), Raimundo Magalhães (vice-presidente), Erivan Santana (secretário-geral), Gisele Ellen (tesoureira). São conselheiros: Edinar Cerqueira, Elias Botelho e Maurício de Novais. 
A instalação da ATL se deu em 4 de junho de 2016, no auditório da Câmara Municipal de Teixeira de Freitas, em evento solene aberto ao público. O poeta Castro Alves foi escolhido patrono-geral. 
O brasão foi criado pelo Membro Honorário Elzo Bastos, a letra do Hino Oficial, escolhido em concurso interno, é do Membro Efetivo Marcus Aurelius Sampaio. A melodia coube ao Membro Efetivo e maestro Orely Silva.
Já no primeiro ano de atividades, a ATL editou a antologia “ATL em Verso e Prosa!” e o “Prêmio Castro Alves de Literatura”. 

## Membros Efetivos e Patronos
Segue uma lista com patronos e membros efetivos da ATL:
1. Almir Zarfeg –– Sady Teixeira Lisboa
2. Athylla Borborema –– Isael de Freitas Correia
3. Cristhiane Ferreguett –– Mário Augusto Teixeira de Freitas
4. Celso Kallarrari –– Antonia Francisca de Medeiros Muniz
5. Carlos Andrade –– Padre José Koopmans
6. Marcus Aurelius –– Achiles de Jesus Siquara
7. Maurício de Novais Reis[32][33][34][35] –– Ivan Rocha
8. Castro Rosas –– Amazias Barreto de Morais
9. Érico Cavalcanti –– Oswaldo Cohin Ribeiro da Silva
10. Carlos Mensitieri –– Francistônio Pinto
11. Fernando Lago –– Lenice Amélia de Sá Martins
12. Jomar Ruas –– Eugênia Viana Rodrigues
13. Raimundo Magalhães[36][37] –– Rosália Pereira da Silva
14. Nildo Lage –– Cleicson Costa Barbalho
15. Armando Azevedo –– Almir Nobre de Almeida
16. Jean Albuquerque –– Deulisano Rodrigues de Souza
17. Haroldo Carvalho de Morais –– Elfesson Alves Carvalho
18. Edinar Cerqueira –– Sebastião Pereira dos Santos
19. Fabiano Novais –– Genivaldo Bispo de Oliveira
20. Fabiana Pinto –– Geny Abutrabe Guerra Pessoa
21. Orley Silva –– Godefrida Cornélia Johanna Maria Trimbos
22. Patrícia Brito[38] –– Vânia Abreu Marcacci
23. Gisele Ellen –– Miguel Geraldo Farias Pires
24. Edla Almeida –– Mônica Dallapicola
25. João Faustino –– José Resende Sobrinho
26. Oséas Moreira Lisboa –– Simplício Binas
27. João Carlos de Oliveira –– Sheneider Cordeiro Correia
28. Cássia Oz –– José Henrique dos Reis
29. Valci Vieira –– Antonio Garcia de Medeiros Netto
30. Maria Leôncio –– Edward Leôncio Nascimento
31. Rubens Amaral –– Amilton Curty
32. Samuel Alves Silva –– Nelson Borborema
33. Elias Botelho –– Moyses dos Santos Almeida
34. Auta Maria de Carvalho[39] –– Frei Salésio Heskes
35. Joselito Souza Leite Júnior –– Raimundo Hermes da Conceição
36. Erivan Santana[40] –– Ângelo Soares Dias
37. Enelita de Sousa Freitas[41][42][43] –– Dom Antônio Elizeu Zuqueto
38. Ademar Bogo –– Joaquim de Jesus Ribeiro
39. Rubens Floriano Santos –– Marieta de Azevedo Gazzinelli
40. Paulo Américo –– Gilson Roque do Nascimento